# 巴巴拉
巴巴拉（西班牙語：Barbará）是西班牙加泰罗尼亚塔拉戈纳省的一个市镇。总面积26平方公里，总人口416人（2001年），人口密度16人/平方公里。